# Parenty
Parenty é uma comuna francesa na região administrativa de Altos da França, no departamento de Pas-de-Calais. Estende-se por uma área de 12,92 km². Em 2010 a comuna tinha 527 habitantes (densidade: 40,8 hab./km²).